# Nicolas Vouilloz
Nicolas Vouilloz (Nice, 8 februari 1976) is een voormalig mountainbike-rijder en werd nadien rallyrijder in de autosport.
Hij was gespecialiseerd in het downhill-rijden waar hij een decennium lang deze sportdiscipline domineerde. Hij werd verschillende keren wereldkampioen, Europees kampioen en kampioen van Frankrijk zowel bij de jeugd als bij de elite.
Vouilloz werd tien maal wereldkampioen gedurende een loopbaan van 11 seizoenen, die liep van 1992 tot 2002. Enkel in het jaar 2000 mankeerde hij de wereldtitel.
Hij ging door het downhillcircuit met de nickname ET, omwille van zijn spectualaire manier van afdalen. Hij is tevens adviseur voor de fietsenfabrikant Lapierre.

## Palmares
Downhill cadetten

 Kampioen van Frankrijk in 1991
Downhill juniors

 Wereldkampioen in 1992, 1993 en 1994

 Europees kampioen in 1993

 Kampioen van Frankrijk in 1992, 1993 en 1994
Downhill elite

 Wereldkampioen in 1995, 1996, 1997, 1998, 1999, 2001 en 2002

 Europees kampioen in 1994, 1997 en 1998

 Kampioen van Frankrijk in 1996, 1997, 1999 en 2001

 Wereldbeker 1995, 1996, 1998, 1999 en 2000 - winnaar van 15 wedstrijden
Rally
- Kampioen van Frankrijk bij de rallyrijders in 2006, samen met co-piloot Nicolas Klinger
- Kampioen in de Intercontinental Rally Challenge in 2008, samen met co-piloot Nicolas Klinger
- Overwinningen in de grote prijzen voor het kampioenschap van Frankrijk (6), het Europees kampioenschap (2) en de Intercontinental Rally Challenge (4).
- Rallye des Monts Dôme